# Anyet
L'Anyet és un riu de l'Alt Empordà, afluent de l'Orlina pel costat dret i, per tant, de la Muga.
Neix a la muntanya de Requesenson rep el nom de riera de Requesens i recull l'aigua de tota aquesta part de la serra de l'Albera que és molt abundosa en aigua. Quan deixa el terme de la Jonquera per entrar al de Sant Climent Sescebes, quan comença a dir-se pròpiament Anyet. Abans de travessar aquest poble primer passa per Vilartolí, on hi ha un antic pont medieval del qual només en queden restes. Després de Sant Climent continua cap al sud on s'ajunta amb l'Orlina abans d'abocar les seves aigües a la Muga al costat de Peralada.
És un riu que si l'estiu no és extrem, pot tenir aigua tot l'any.
Pel que fa a la diversitat biològica, cal dir que és un riu ple de vida: el poblen les típiques espècies de riu català, barbs i truites, crancs de riu (actualment dominat pel cranc americà, l'autòcton ha gairebé desaparegut), anguiles, serps d'aigua, salamandres, gripaus, granotes…
Les ribes estan plenes de la vegetació de ribera: verns, pollancres...